# Biserica Înălțarea Domnului din Bacău
Biserica Înălțarea Domnului din municipiul Bacău este a treia biserică ca mărime din România, după Catedrala Mântuirii Neamului din București și Catedrala Sfânta Treime din Baia Mare. Edificiul aflat în construcție, nu este o catedrală propriu-zisă, deoarece Bacăul nu este sediul vreunei episcopii (catedrala Episcopiei Romanului și Bacăului, de care aparține și această biserică parohială, aflându-se în orașul Roman). Cu toate acestea, datorită mărimii și importanței, ea este numită de localnici „catedrală”, în sensul folosit în creștinismul primar, acela de principal lăcaș al orașului. Oficial dacă episcopul va sluji în această biserică, ea va fi catedrală sau co-catedrală.

## Istoric

Biserica în timpul construirii în 2008

Piatra de temelie a fost pusă în 1991 de către PS Episcop Ioachim Vasluianul. 
Construcția, cu o suprafață la sol de 1,706 m², are o lungime totală de 70 m, o lățime de 38 m și o înălțime maximă de 70 m (63 m la baza crucii de pe turla principală, crucea principală având 7 m înălțime).
Fundația începe de la 10 metri sub pământ, cu un subsol ce cuprinde două niveluri. Cel mai de jos nivel găzduiește o sală de expoziție, un depozit de carte, și un adăpost de apărare locală antiaeriană. Următorul nivel este un paraclis, după care, la cota 0 începe biserica propriu-zisă, cu ziduri de beton care ating în anumite tronsoane o grosime de un metru. Cupola din naos are o deschidere de 24 de metri.
Cele 18 clopote cu care este dotată biserica, cu o greutate între 30 de kilograme și 4,5 tone, au fost fabricate la Innsbruck. Dintre acestea, 13 sunt concepute cu o formă specială. Ele sunt sincronizate de computere, putând astfel să redea circa 1000 de melodii diferite, specifice anumitor momente din timpul anului bisericesc. Celelalte 5 sunt clopote clasice.

Biserica în 2019

Crucea principală, cea mai mare din țară, are 7 metri înălțime, o deschidere a brațelor laterale de 4,20 metri, și o greutate de aproape 2 tone. Celelalte trei cruci, montate pe turlele care adăpostesc clopotele catedralei, au câte 4 metri înălțime și deschiderea brațelor de 2,46 metri.